# Flugunfall einer Vickers Viking der Central African Airways 1953
Am 29. März 1953 ereignete sich der Flugunfall einer Vickers Viking der Central African Airways. Die Vickers 616 Viking 1B der Central African Airways befand sich auf einem Linienflug von Nairobi nach Dar es Salaam und brach über der Region Tanga im nördlichen Tanganjika in der Luft auseinander. Bei dem Unfall kamen alle 13 Insassen ums Leben.

## Flugzeug und Insassen
Die zum Unfallzeitpunkt sechs Jahre und drei Monate alte Vickers 616 Viking 1B war Anfang 1947 mit der Seriennummer 168 endmontiert worden und hatte ihren Erstflug am 7. Januar 1947 absolviert. Sie wurde von der Central African Airways mit dem Luftfahrzeugkennzeichen VP-YEY zugelassen, am 9. Januar 1947 ausgeliefert und auf den Namen Shanghani getauft. Das zweimotorige Kurzstreckenflugzeug war mit zwei luftgekühlten 14-Zylinder-Sternmotoren des Typs Bristol Hercules 634 ausgerüstet, die jeweils eine Leistung von 1242 kW (1690 PS) hatten.
Auf dem Flug am 29. März 1953 befanden sich acht Fluggäste an Bord der Maschine sowie die fünfköpfige Besatzung, bestehend aus einem Flugkapitän, einem Ersten Offizier, einem Flugingenieur und zwei Flugbegleitern.

## Flugroute
Nach mehrheitlicher Quellenlage befand sich die Maschine auf einem Linienflug von Nairobi nach
Dar es Salaam, der ersten Etappe einer Linienverbindung die von Nairobi über Dar es Salaam und dem Flughafen Blantyre-Chileka (Malawi) nach Salisbury führte. Die Viking brach vermutlich infolge einer starken Boe im Reiseflug über der Region Tanga auseinander und schlug nahe der Ortschaft Kwamsisi auf. Bei dem Unfall wurden alle 13 Insassen getötet. Abweichend davon geben einige Quellen an, dass sich die Maschine auf einem Flug in Gegenrichtung von Blantyre nach Dar es Salaam befunden haben soll und die Absturzstelle bei der Ortschaft Mkwaya lag, etwa 60 Kilometer nordwestlich der Hafenstadt Mtwara.

## Ursache
Bei der Viking führte der Hauptholm des Mittelteils der Tragfläche in einem Tunnel durch den Rumpf bis jeweils „außenbords“ der Triebwerke und teilte dabei die Passagierkabine in zwei Abteile. Dieser zentrale Holmabschnitt war, im Gegensatz zum I-Holm der Außenflügel, als Gitterholm ausgeführt, wobei die Gurte oben und unten durch Rohre gebildet wurden.
Es stellte sich heraus, dass die Art des Fettes, das während der Wartung beim Anbringen der Pressbolzen, die beim Zusammenbau der Außentragflächen an den Mittelflügel verwendet wurden, an den Verbindungsstellen Korrosion verursacht hatte. Zusammen mit einer Materialermüdung führte dies in einer Windbö zum Bruch der unteren Gurtrohre des Zentralholms und damit zum Versagen der Tragflächenstruktur.